# Бай-Талский сумон
Бай-Талский сумон — административно-территориальная единица (сумон) и муниципальное образование со статусом сельского поселения в Бай-Тайгинском кожууне Тывы Российской Федерации.
Административный центр и единственный населённый пункт сумона — село Бай-Тал.

## Население
| 2017 | 2018  |
| ---- | ----- |
| 1826 | ↗1828 |